# Branchita
La branchita és un mineral de la classe dels compostos orgànics. Fins a l'any 2021 era coneguda com hartita, i rebia el nom de la localitat tipus, la població de Hart, a Àustria.

## Característiques
La branchita és una substància orgànica de fórmula química C20H34. Cristal·litza en el sistema triclínic. La seva duresa a l'escala de Mohs és 1.
Segons la classificació de Nickel-Strunz, la branchita pertany a «10.BA - Hidrocarburs» juntament amb els següents minerals: fichtelita, dinita, idrialita, kratochvilita, carpathita, ravatita, simonel·lita i evenkita.

## Formació i jaciments
Va ser descoberta a les mines de lignit de Hart, a Enzenreith (Baixa Àustria, Àustria). També ha estat descrita a altres localitates austríaques, a la República Txeca, a Itàlia, a Alemanya i a Hongria. Sol trobar-se associada a altres minerals com la siderita o la limonita.